# Глинська сільська рада (Світловодський район)
| Глинська сільська рада — колишній орган місцевого самоврядування у Світловодському районі Кіровоградської області з адміністративним центром у с. Глинськ. 05.02.1965 Указом Президії Верховної Ради Української РСР передано Глинську сільраду Знам'янського району до складу Кремгесівського району. Сільській раді були підпорядковані населені пункти: - с. Глинськ - с. Арсенівка - с. Ганнівка - с. Семигір'я |

## Склад ради
Рада складалася з 16 депутатів та голови.

### Керівний склад ради
| ПІБ                   | Основні відомості                                                    | Дата обрання | Дата звільнення |
| --------------------- | -------------------------------------------------------------------- | ------------ | --------------- |
| Різаєв Аріф Тофікович | Сільський голова, 1966 року народження, освіта, член Партії регіонів | 26.03.2006   | 31.10.2010      |
| Різаєв Аріф Тофікович | Сільський голова, 1966 року народження, освіта вища, безпартійний    | 31.10.2010   |                 |

Примітка: таблиця складена за даними джерела

## Населення
Згідно з переписом УРСР 1989 року чисельність наявного населення сільської ради становила 2377 осіб, з яких 1024 чоловіки та 1353 жінки.
За переписом населення України 2001 року в сільській раді мешкало 1913 осіб.

### Мова
Розподіл населення за рідною мовою за даними перепису 2001 року:
| Мова       | Відсоток |
| ---------- | -------- |
| українська | 95,56 %  |
| російська  | 1,93 %   |
| циганська  | 1,78 %   |
| білоруська | 0,21 %   |
| молдовська | 0,16 %   |
| румунська  | 0,16 %   |
| вірменська | 0,10 %   |
| болгарська | 0,05 %   |